# Bumetopia intermedia
Bumetopia intermedia là một loài bọ cánh cứng trong họ Cerambycidae.